# Flammarion (cràter)
|  | Aquest article tracta sobre un cràter de la Lluna. Si cerqueu un cràter de Mart, vegeu «Flammarion (cràter marcià)». |

Flammarion és un cràter d'impacte lunar situat en el costat sud del Sinus Medii. S'hi troba entre el cràter Mösting situat cap al nord-oest i Herschel al sud-est.

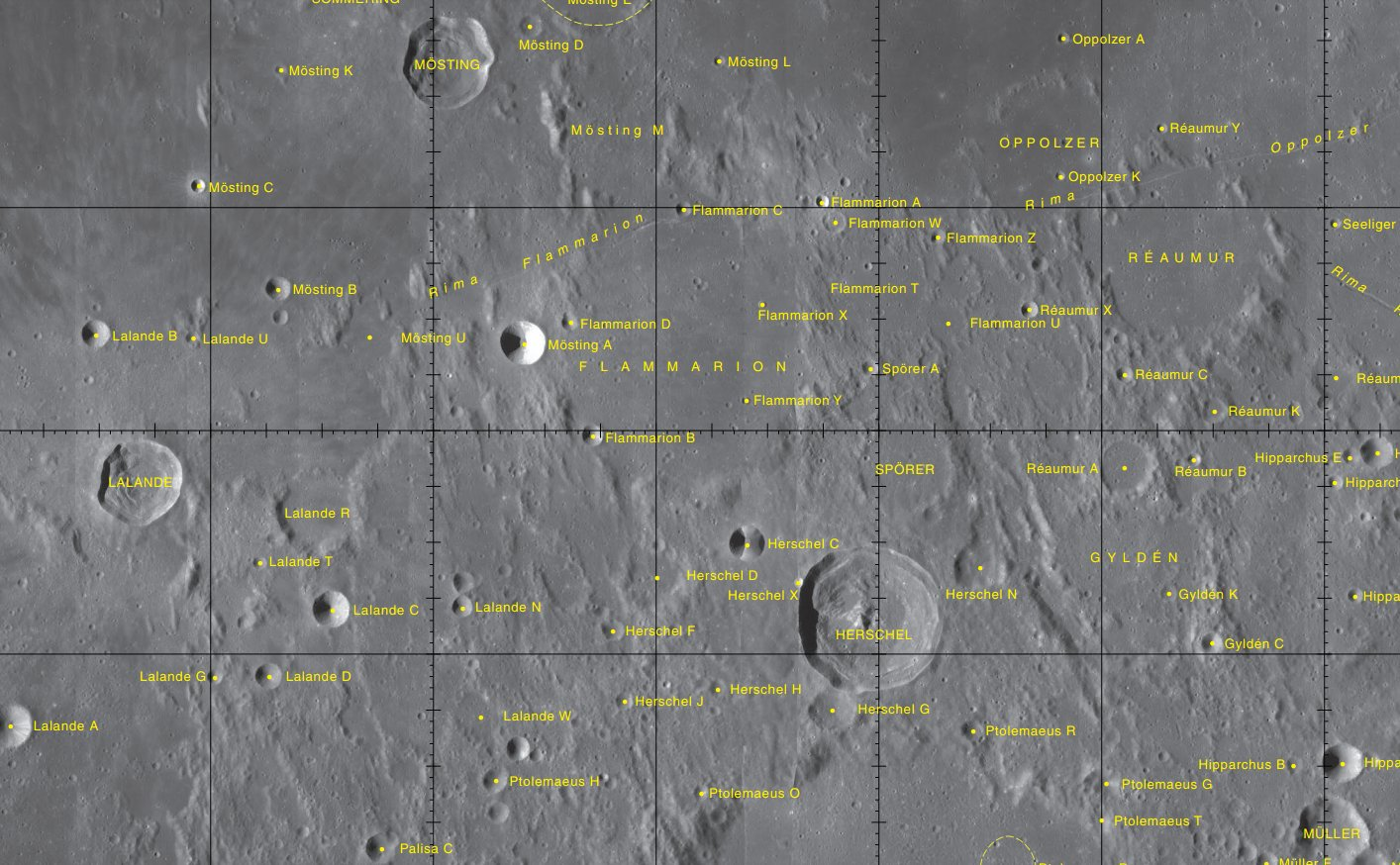
Localització de Flammarion. Fotografia de la missió Lunar Reconnaissance Orbiter

La forma de bol de Mösting A interseca la vora occidental de Flammarion. La paret exterior de Flammarion que envaeix es trenca en el nord-oest, i la resta apareix erosionat i danyat. La secció més intacta de la paret s'hi troba al sud-est. Un canó denominat Rima Flammarion travessa com un clavill la vora nord-oest, estenent-se uns 80 quilòmetres cap a l'oest-sud-oest. El sòl del cràter ha estat inundat per la lava, i és relativament pla, amb només uns pocs cràters dispersos que marquen la seva superfície.

## Cràters satèl·lit
Per convenció aquests elements són identificats en els mapes lunars posant la lletra en el costat del punt central del cràter que està més prop de Flammarion.
|            | \| Flammarion \| Coordenades \| Diàmetre \| \| ---------- \| -------------------------------- \| -------- \| \| A \| 1° 54′ S, 2° 30′ O / 1.9°S,2.5°O \| 4 km \| \| B \| 4° 00′ S, 4° 30′ O / 4.0°S,4.5°O \| 6 km \| \| C \| 2° 00′ S, 3° 42′ O / 2.0°S,3.7°O \| 5 km \| \| D \| 3° 00′ S, 4° 48′ O / 3.0°S,4.8°O \| 5 km \| \| T \| 2° 54′ S, 2° 06′ O / 2.9°S,2.1°O \| 34 km \| \| O \| 3° 00′ S, 1° 24′ O / 3.0°S,1.4°O \| 10 km \| \| W \| 2° 06′ S, 2° 24′ O / 2.1°S,2.4°O \| 7 km \| \| X \| 2° 54′ S, 3° 00′ O / 2.9°S,3.0°O \| 3 km \| \| Y \| 3° 42′ S, 3° 12′ O / 3.7°S,3.2°O \| 3 km \| \| Z \| 2° 12′ S, 1° 24′ O / 2.2°S,1.4°O \| 4 km \| |          |
| Flammarion | Coordenades | Diàmetre |
| A          | 1° 54′ S, 2° 30′ O / 1.9°S,2.5°O | 4 km     |
| B          | 4° 00′ S, 4° 30′ O / 4.0°S,4.5°O | 6 km     |
| C          | 2° 00′ S, 3° 42′ O / 2.0°S,3.7°O | 5 km     |
| D          | 3° 00′ S, 4° 48′ O / 3.0°S,4.8°O | 5 km     |
| T          | 2° 54′ S, 2° 06′ O / 2.9°S,2.1°O | 34 km    |
| O          | 3° 00′ S, 1° 24′ O / 3.0°S,1.4°O | 10 km    |
| W          | 2° 06′ S, 2° 24′ O / 2.1°S,2.4°O | 7 km     |
| X          | 2° 54′ S, 3° 00′ O / 2.9°S,3.0°O | 3 km     |
| Y          | 3° 42′ S, 3° 12′ O / 3.7°S,3.2°O | 3 km     |
| Z          | 2° 12′ S, 1° 24′ O / 2.2°S,1.4°O | 4 km     |

## Altres referències
- (WGPSN), IAU Working Group for Planetary System Nomenclature. «Gazetteer of Planetary Nomenclature. 1:1 Million-Scale Maps of the Moon» (en anglès).  UAI / USGS, 13-02-2013. [Consulta: 6 abril 2016].
- Andersson, L. E.; Whitaker, E. A.,. NASA Catalogue of Lunar Nomenclature (en anglès).  NASA RP-1097, 1982.
- Blue, Jennifer. «Gazetteer of Planetary Nomenclature» (en anglès).  USGS, 25-07-2007. [Consulta: 2 gener 2012].
- Bussey, B.; Spudis, P.. The Clementine Atlas of the Moon (en anglès).  Nueva York: Cambridge University Press, 2004. ISBN 0-521-81528-2.
- Cocks, Elijah E.; Cocks, Josiah C.. Who's Who on the Moon: A Biographical Dictionary of Lunar Nomenclature (en anglès).  Tudor Publishers, 1995. ISBN 0-936389-27-3.
- McDowell, Jonathan. «Lunar Nomenclature» (en anglès).   Jonathan's Space Report, 15-07-2007. [Consulta: 2 gener 2012].
- Menzel, D. H.; Minnaert, M.; Levin, B.; Dollfus, A.; Bell, B. «Report on Lunar Nomenclature by The Working Group of Commission 17 of the IAU» (en anglès). Space Science Reviews, 12, 1971, pàg. 136.
- Moore, Patrick. On the Moon (en anglès).  Sterling Publishing Co, 2001. ISBN 0-304-35469-4.
- Price, Fred W. The Moon Observer's Handbook (en anglès).  Cambridge University Press, 1988. ISBN 0521335000.
- Rükl, Antonín. Atlas of the Moon (en anglès).  Kalmbach Books, 1990. ISBN 0-913135-17-8.
- Webb, Rev. T. W.. Celestial Objects for Common Telescopes, 6ª edición revisada (en anglès).  Dover, 1962. ISBN 0-486-20917-2.
- Whitaker, Ewen A. Mapping and Naming the Moon (en anglès).  Cambridge University Press, 2003. 978-0-521-54414-6.
- Wlasuk, Peter T. Observing the Moon (en anglès).  Springer, 2000. ISBN 1-85233-193-3.